# Vignoble de l'Ahr
Le vignoble de l'Ahr est une région viticole allemande situé le long de la rivière du même nom, d'Altenahr à Heimersheim, non loin de Bonn. Avec 529 hectares plantés en 2022, c'est l'une des plus petites des 13 régions de production de vin de qualité en Allemagne. Les vins de table sont vendus sous le nom « Rhein-Mosel » et les vins de qualité intermédiaire sous le nom « Ahrtaler Landwein ».
Le climat de la région n'est de nos jours pas particulièrement favorable à la vigne mais sa culture a pu se maintenir sur la rive gauche de l'Ahr, exposée au sud et protégée par le massif de l'Eifel qui limite les précipitations et permet un ensoleillement plus important.
Alors que la viticulture allemande est dominée par les blancs, les vins de l'Ahr sont principalement rouges, ce qui en fait, malgré sa petite taille, la plus grande zone de production de vins rouges d'un seul tenant en Allemagne. Le cépage le plus courant est de loin le pinot noir (Spätburgunder) avec plus de 60 % des surfaces.

## Histoire
La culture de la vigne est attestée dans la vallée de l'Ahr à partir de la seconde moitié du VIIIe siècle. Les vignes appartiennent à plusieurs abbayes, notamment celle de Prüm et à différentes familles de la noblesse. Au XVe siècle, la région est sous l'autorité de l'archevêque-électeur de Cologne auxquels la ville d'Ahrweiler doit livrer chaque année 30 tonnelets (Fuder à mille litre) de vin.
Les cépages noirs ne sont plantés qu'à partir de la guerre de Trente Ans. Le pinot noir est alors vinifié comme un vin blanc et produit un vin rose pâle, nommé Ahrbleichert.
En 1794, la région passe sous contrôle français. Le vignoble est sécularisé et la viticulture souffre de la concurrence des vins français, moins chers et plus alcoolisés. Après le congrès de Vienne, la culture de la vigne connaît une renaissance, protégée par le rétablissement des barrières douanières. Cependant, l'entrée de la Prusse dans le Zollverein en 1833 apporte de nouveaux problèmes. De mauvaises récoltes, la baisse des exportations vers la Belgique, le manque de soin conduisent à un déclin de la vigne et, dans les années 1860, de nombreuses familles abandonnent la culture du vin et émigrent vers l'Amérique. Pour faire face à ces difficultés, des vignerons fondent à Mayschoß l'une des premières caves coopératives en 1868. En tout, une vingtaine de coopératives sont créées avant 1898.
Ces coopératives contribuent au maintien de la viniculture, avec le domaine d'État de Marienthal et l'école d'agronomie d'Ahrweiler (actuellement Landes-Lehr- und Versuchsanstalt für Weinbau, Gartenbau und Landwirtschaft, littéralement « Institut régional [du Land de Rhénanie-Palatinat] d'enseignement et d'expérimentation pour la viniculture, l'horticulture et l'agriculture »). Aujourd'hui encore, près de 90 % des vignerons de l'Ahr appartiennent à l'une des 12 coopératives, un taux particulièrement haut comparé aux autres régions viticoles allemandes. À partir de la fin des années 1960, le remembrement augmente la taille des parcelles, renforçant ainsi la rentabilité de l'exploitation.
Lors des  Inondations de juillet 2021 en Europe, environ 10 % des surfaces viticoles ont été détruites. L'inondation a frappé la viticulture sur l'Ahr avec une force inimaginable. Les dégâts ont été encore plus importants dans les caves, caves et coopératives situées dans les zones basses de l'Ahr.

## Cépages
Parmi les cépages cultivés, seuls cinq ont une importance commerciale. La part de ces différents cépages est indiquée dans le tableau suivant.
| Cépages importants en Ahr (date 2022) | Cépages importants en Ahr (date 2022) | Cépages importants en Ahr (date 2022)        | Cépages importants en Ahr (date 2022) | Cépages importants en Ahr (date 2022) |
| Cépage                                | Couleur                               | Synonyme                                     | Superficie (%)                        | Superficie (ha)                       |
| ------------------------------------- | ------------------------------------- | -------------------------------------------- | ------------------------------------- | ------------------------------------- |
| 1. Spätburgunder                      | noir                                  | Pinot Noir                                   | 64,3                                  | 340                                   |
| 2. Riesling                           | blanc                                 |                                              | 8,7                                   | 46                                    |
| 3. Frühburgunder                      | noir                                  | Pinot noir précoce, Pinot Madeleine, Klevner | 5,9                                   | 31                                    |
| 4. Weißer Burgunder                   | blanc                                 | Klevner, Pinot blanc                         | 4,0                                   | 21                                    |
| 5. Regent                             | noir                                  |                                              | 2,8                                   | 15                                    |

## Source
- (de) Cet article est partiellement ou en totalité issu de l’article de Wikipédia en allemand intitulé « Ahr (Weinbaugebiet) » (voir la liste des auteurs).